# Haematopota exiguicornuta
Haematopota exiguicornuta är en tvåvingeart som beskrevs av Carter 1915. Haematopota exiguicornuta ingår i släktet Haematopota och familjen bromsar.
Artens utbredningsområde är Ghana. Inga underarter finns listade i Catalogue of Life.